# Муреле (Изернија)
Муреле је насеље у Италији у округу Изернија, региону Молизе.
Према процени из 2011. у насељу је живело 59 становника. Насеље се налази на надморској висини од 528 м.